# María Payá Acevedo
Rosa María Payá Acevedo (L'Avana, 10 gennaio 1989) è un'attivista cubana per la libertà e i diritti umani. Figlia dell'attivista Oswaldo Payá, capo del Movimento di liberazione cristiano, ha assunto gran parte del suo lavoro di attivista dopo la sua morte in un incidente d'auto che ha portato alla condanna per omicidio colposo di Ángel Carromero il 22 luglio 2012.
Dalla morte di suo padre nel 2012, lei e sua madre vivono nell'area di Miami, ma tornano spesso a Cuba.

## Biografia
Suo padre è Oswaldo Payá Sardinas, ideatore del progetto Varela e vincitore nel 2002 del Premio Sakharov per la libertà di pensiero. Rosa María Payá ha studiato astronomia, si è unita al Movimento Cristiano di Liberazione, creato dai suoi genitori nel 1988. Ha denunciato il regime cubano controllato da Raúl Castro.
Quando suo padre morì nel 2012, Rosa María Payá ha contestato la versione ufficiale dell'incidente: "Secondo le informazioni inviateci dai giovani che viaggiavano in macchina con [Oswaldo Paya], c'era un altro veicolo che cercava di trainarli fuori strada, attaccandoli in ogni momento. Pensiamo quindi che non sia stato un incidente, che abbiano voluto far loro del male e che hanno finito per uccidere mio padre”.
Dalla morte del padre, Rosa María Payá vive tra L'Avana e Miami con la madre, i due fratelli, la nonna materna e una zia: "Le vessazioni, le intimidazioni e le minacce dei servizi di sicurezza erano diventate troppo intense e crudeli”, afferma Rosa María Payá. Rosa María non è riuscita a trovare lavoro come ricercatrice all'università e ha perso il lavoro in un laboratorio di astronomia. A Miami, Rosa María Payá lavora per mantenersi dando lezioni private di fisica.

## Attivismo

### 2013
Nel marzo 2013, Payá si è rivolto al Consiglio per i diritti umani delle Nazioni Unite, criticando il governo cubano per non aver consentito un plebiscito sulle libertà fondamentali. Quando lei affermò che la morte di suo padre, contrariamente alla linea ufficiale cubana, non era stata accidentale, il delegato cubano, Juan Quintanilla, cominciò a picchiare sulla sua scrivania. Ha definito Payá una “mercenaria” e ha chiesto al presidente dell’UNHRC di metterla a tacere. Il membro degli Stati Uniti ha parlato a favore di Payá, mentre i rappresentanti di Cina, Russia, Pakistan, Nicaragua e Bielorussia sostennero Cuba. Payá, dopo che le è stato permesso di continuare, ha esortato le Nazioni Unite a indagare in modo indipendente sulla morte di suo padre e ha chiesto: “Quando il popolo di Cuba potrà finalmente godere della democrazia di base e delle libertà fondamentali?” Quintanilla l’ha nuovamente definita una “mercenaria” e uno strumento del governo degli Stati Uniti, e l’ha accusata di “aggressione contro il [suo] stesso popolo”.
In un'intervista del marzo 2013 con Cubanet, ha parlato dei suoi sforzi per convincere le Nazioni Unite a indagare sulla morte di suo padre, del suo discorso all'HRC, dei suoi recenti incontri con rappresentanti di vari governi europei e del suo sgomento per la solidarietà dei politici socialisti spagnoli con il governo cubano. Alla domanda sulle “riforme” di Raúl Castro, ha accusato il regime di cercare di “vendere un'immagine di apertura” senza effettivamente apportare cambiamenti significativi. Le riforme stesse, sosteneva, erano “un meccanismo di controllo”, essendo state inquadrate non come diritti ma come “una concessione da parte del governo”.
Nell'aprile 2013 Payá è tornata brevemente a Cuba dopo due mesi di assenza.
Payá scrisse nel luglio 2013 dei centri di detenzione alle Bahamas dove i rifugiati cubani stavano subendo “abusi sistematici”.

### 2014
In una lettera aperta al presidente Barack Obama datata 19 dicembre 2014, ha messo in dubbio la nuova politica americana su Cuba, dicendo a Obama che “non sono le vostre leggi a impedire il libero mercato e l'accesso all'informazione a Cuba; è la legislazione del governo cubano e la sua costante censura”. Ha criticato Obama per aver “trattato come 'normale' il governo illegittimo dell'Avana” e lo ha esortato a prendere “un impegno reale nei confronti del popolo cubano” che non comporterebbe l'intervento ma il sostegno alle “soluzioni che noi cubani abbiamo creato noi stessi”.
In un articolo del dicembre 2014, “Solo i cubani possono salvare Cuba”, ha osservato che il cambiamento dell’America nella sua politica cubana è avvenuto solo una settimana dopo che 100 manifestanti cubani per la democrazia erano stati arrestati e trattati violentemente. "Il presidente degli Stati Uniti ha ora ricompensato il regime cubano per aver liberato un prigioniero", ha scritto. “L'amministrazione Barack Obama ha deciso di normalizzare i rapporti con un governo che non è normale, perché non legittimo. Il popolo cubano non l’ha mai scelto e ciò viola i nostri diritti umani più fondamentali. Nel dialogo in corso tra le élite di Washington e dell’Avana, dove è il popolo cubano?”.

### 2015
Nel gennaio 2015, Payá ha partecipato al discorso sullo stato dell'Unione del presidente Obama come ospite del senatore Marco Rubio. Ha parlato anche con diversi membri del Congresso, sostenendo che i rappresentanti degli Stati Uniti impegnati nelle discussioni con il governo cubano dovrebbero sollevare la questione della democrazia e chiedere un'indagine indipendente sulla morte di suo padre. Il 24 gennaio, Payá ha incontrato il consigliere senior della Casa Bianca per l'America Latina, Ricardo Zúñiga, fornendogli un elenco di punti specifici che secondo lei avrebbe dovuto sollevare nei colloqui con il governo cubano.
Nell'aprile 2015, Payá è stata arrestata al suo arrivo a Panama, dove aveva partecipato al Summit delle Americhe. Nel vertice, Barack Obama avrebbe dovuto incontrare Raúl Castro, il primo incontro tra un presidente degli Stati Uniti e un presidente cubano dopo la Rivoluzione cubana. L’ufficiale di polizia che l’ha arrestata le ha detto: “Sarai deportata a Cuba se causerai problemi o inizierai ad alzare striscioni. Torna nel tuo paese per causare problemi". Dopo essere stata trattenuta per quattro ore e dopo essere stata saccheggiata, è stata rilasciata. I funzionari panamensi hanno successivamente affermato che l’incidente era stato “un errore burocratico”. La stessa cosa, però, è accaduta a un'attivista argentina in visita, Micaela Hierro Dori. In un articolo, Payá ha osservato che mentre “gli attivisti della società civile cubana e gli stranieri che lavorano con noi sono stati minacciati e detenuti a Panama”, i funzionari panamensi non hanno fatto nulla ai funzionari del governo cubano presenti al vertice.
Al Forum dei Movimenti Giovanili, tenutosi all’epoca anche a Panama, Payá annunciò la creazione di una nuova “iniziativa cittadina” chiamata Cuba Decides, che mirava a realizzare una transizione verso la democrazia. L'iniziativa, che prevedeva un plebiscito a Cuba, era vista come una sorta di continuazione del Progetto Varela di suo padre, il quale, nonostante avesse raccolto più di 10.000 firme richieste dalla Costituzione cubana per la proposta di emendamenti legislativi, era stato respinto dall'Assemblea nazionale.
L'11 maggio 2015, dopo quasi due anni di esilio, Payá è tornata a Cuba per visitare la tomba di suo padre. “Torno all’Avana come cittadina cubana, con tutta la mia documentazione”, ha detto, “ma torno anche ad esercitare il diritto che dà a tutti i cubani – anche se la legge lo riconosce o no – di ritornare nel nostro paese a nostro piacimento. riservatezza." Alla domanda di un intervistatore se la sua visita fosse temporanea o permanente, ha risposto: “Il posto che sto visitando sono gli Stati Uniti. Ho interrotto questa visita per venire nel mio paese. Queste definizioni di partenza definitiva, di vivere per sempre in un paese o in un altro, appartengono al linguaggio del totalitarismo. Il governo cubanomantiene ancora intatto il potere di decidere chi lascia la partenza in modo permanente e chi non può tornare”. Alla domanda se si considerasse una futura leader, ha risposto: “Non voglio parlare a nome dei cubani perché i cubani non mi hanno mai eletta. Ho una proposta: che i cubani abbiano voce in capitolo”.
Nel luglio 2015 Payá si è recata alla nuova ambasciata cubana a Washington con una lettera di sua madre chiedendo i rapporti dell'autopsia per Oswaldo Payá e Harold Cepero, ma i funzionari dell'ambasciata, che l'hanno vista attraverso una finestra, non hanno aperto la porta e hanno chiamato la polizia.
Scrivendo nel novembre 2015 dopo il massacro jihadista a Parigi, ha ricordato una visita in quella città due anni prima. Visitando la Torre Eiffel, ha sentito parlare diverse lingue intorno a lei e ha pensato: “Questo è il suono della libertà di movimento. Qualcosa che migliaia di cubani non hanno avuto”. Ora però nota ironicamente che questa libertà di movimento ha reso possibile anche il massacro jihadista. “La solidarietà – ha concluso – non è più una questione di altruismo ma di sopravvivenza. Non chiediamo per chi suona la campana. Come a Parigi e così all’Avana, tocca a tutti noi”.
Nel dicembre 2015, Payá è stata eletta presidente della Rete Latinoamericana dei Giovani per la Democrazia nel corso del suo congresso in Costarica. Ha poi guidato una delegazione della Rete Latinoamericana dei Giovani per la Democrazia in Venezuela per osservare le elezioni legislative. Lo scopo, ha detto, era quello di trasmettere un “segnale di solidarietà” ai democratici venezuelani. Mentre era in Venezuela ha tenuto un evento con Lilian Tintori, moglie di Leopoldo Lopez, per chiederne la scarcerazione.

### 2016
Nel febbraio 2016, si è rivolta al Vertice di Ginevra per i diritti umani e la democrazia , accusando i Castro di perpetrare “una falsa transizione non verso la democrazia, ma per legittimare il loro controllo totale sulla società cubana, con un’immagine rinnovata per l’opinione pubblica internazionale, al fine di per attrarre investitori stranieri e crediti finanziari”. Questo processo, ha accusato, sta portando Cuba verso un sistema di “capitalismo dinastico di Stato” o “capitalismo castrista”.
Più tardi, nel mese di febbraio, si è recata a Cuba per partecipare a una messa all'Avana in memoria di suo padre. Inoltre ha consegnato ai rappresentanti delg overno una petizione, firmata da 10.000 cubani, nella quale si chiede unplebiscito sulla libertà. 